# Leuchtturm Fenerbahçe
Der Leuchtturm Fenerbahçe (türkisch Fenerbahçe Feneri) ist ein historischer Leuchtturm aus dem Jahr 1856, der noch in Betrieb ist. Er befindet sich an der Südostküste des Marmarameeres in der Lage Fenerbahçe des Stadtteils Kadıköy im asiatischen Teil der Provinz Istanbul, Türkei.

## Geschichte
Historische Dokumente erwähnen, dass die Lage des Kaps die Schifffahrt gefährdete und es häufig auf den südwestlich davor liegenden Oreke-Klippen (türkisch Öreke Kayalıkları) schwere Havarien gab. Im Jahr 1562 erließ Sultan Suleiman der Prächtige ein Dekret, in dem er die Errichtung eines Lichts auf den Felsen am Kap Kalamış, wie der Ort damals genannt wurde, anordnete.

## Bauwerk

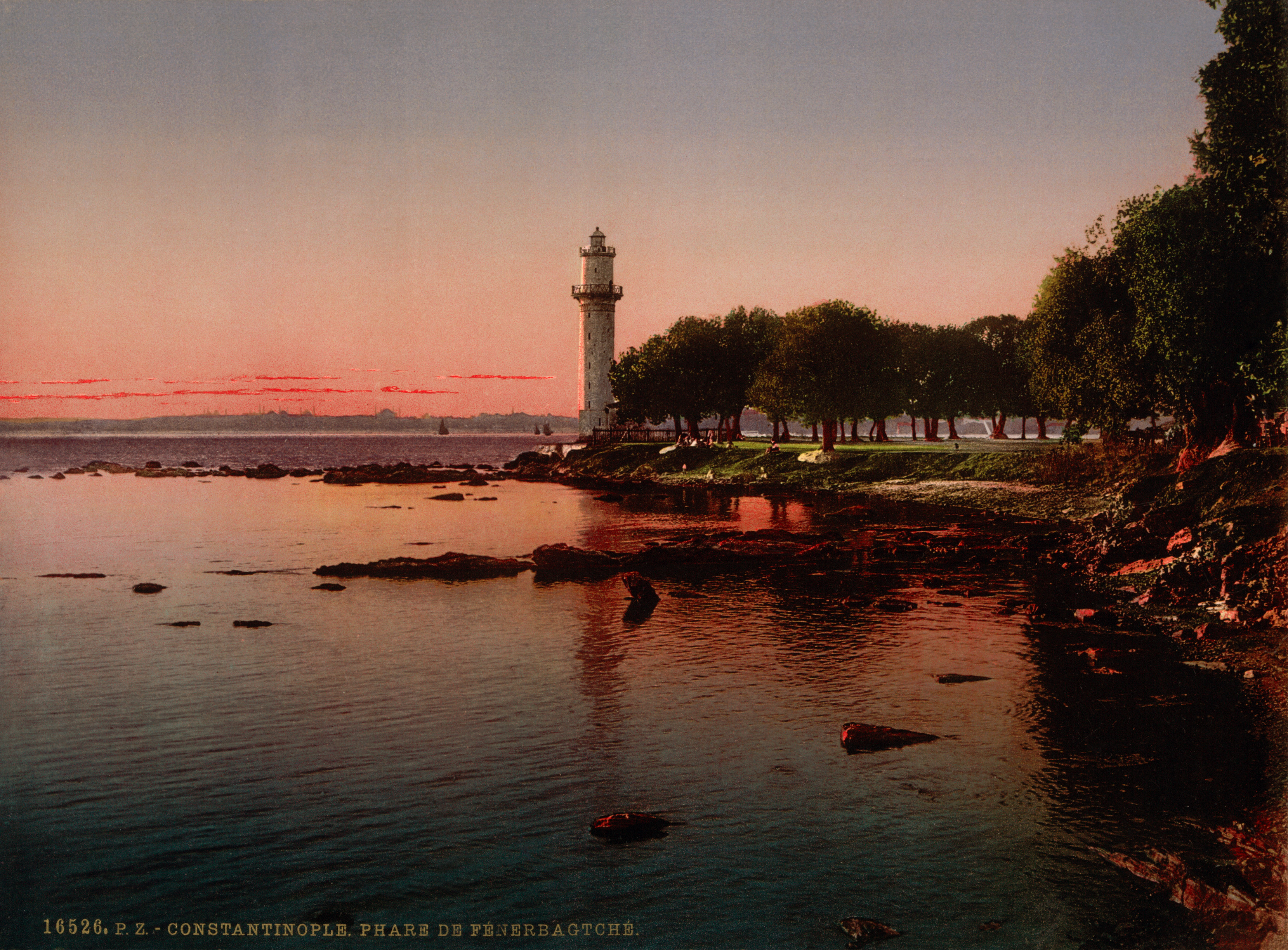

Der 1857 erbaute Leuchtturm steht auf einer kleinen Insel am Kap Fenerbahçe nahe der Ostseite des Bosporus-Eingangs. Der Ort Fenerbahçe wurde nach dem Leuchtturm benannt (wörtlich: „Fener“ für Leuchtturm und „bahçe“ für Garten). Es liegt etwa 1,5 km südlich von Kadıköy in einem öffentlichen Park. Der 20 Meter hohe Turm mit einer zylindrischen Form hat zwei Galerien. Der Leuchtturm ist weiß gestrichen. Direkt daneben steht ein gemauertes einstöckiges Wärterhaus.
Das Leuchtfeuer wurde anfangs mit Kerosin betrieben, jedoch wurde die Lichtquelle später durch ein automatisiertes AGA-Leuchtfeuer mit Carbid (Ethin) ersetzt. Inzwischen wurde das Licht elektrifiziert. Die Laterne des Leuchtturms hat eine 1000–W–Lichtquelle. Das Licht ist ein weißer Doppelblitz durch ein katadioptrisches Reflektorsystem mit Zylinderlinse mit einer Brennweite von 500 mm (20 in) alle 12 Sekunden 1,5 Sekunden lang, was bis in eine Entfernung 24 km sichtbar ist. Das Nebelhorn des Leuchtturms ertönt bei schlechter Sicht alle 60 Sekunden.
Der Leuchtturm und das Wärterhaus stehen unter Denkmalschutz. Das Gelände ist für die Öffentlichkeit zugänglich, der Turm ist jedoch geschlossen.